# Кишенко, Иван Васильевич
Ива́н Васи́льевич Кише́нко (укр. Іван Васильович Кишенко; 25 октября 1989, Люхча) — украинский военнослужащий, сержант, участник российско-украинской войны. Герой Украины (2023).

## Биография
Родился 25 октября 1989 года в селе Люхча Сарненского района Ровенской области. Во время российского вторжения в Украину служил в составе 15-го мобильного пограничного отряда «Стальной кордон».

## Награды
- Звание «Герой Украины» с вручением ордена «Золотая Звезда» (23 августа 2023) — за личное мужество и героизм, проявленные в защите государственного суверенитета и территориальной целостности Украины, верность военной присяге[2].